# Avahi ramanantsoavanai
El lémur lanudo de Manombo (Avahi ramanantsoavanai) es una especie de mamífero primate de la familia Indriidae. Como todos los lémures es endémico de Madagascar y se distribuye por una pequeña zona al sureste de la isla, en la Reserva Especial Manombo y Bosque de Agnalazaha.
Mide entre 24 y 31 cm más la cola que alcanza de 33 a 40 cm y pesa alrededor de un kilogramo. El dorso es marrón grisáceo y el vientre gris, con la cola de color marrón rojiza. La máscara facial es muy similar a la del lémur lanudo oriental. Su hábitat es la pluvisilva primaria. Son nocturnos y arbóreos. 
Tradicionalmente se consideró una subespecie de avahi del Sur (A. meridionalis), conocida como A. m. ramanantsoavana, pero en 2006, mediante estudios genéticos, se determinó que se trataba de una especie distinta, fenotípicos y morfológicos.
Su estatus en la Lista Roja de la UICN es de «vulnerable» debido a su reducida área de distribución.